# Landschaftsschutzgebiet Biotopkomplex am Rotenberg

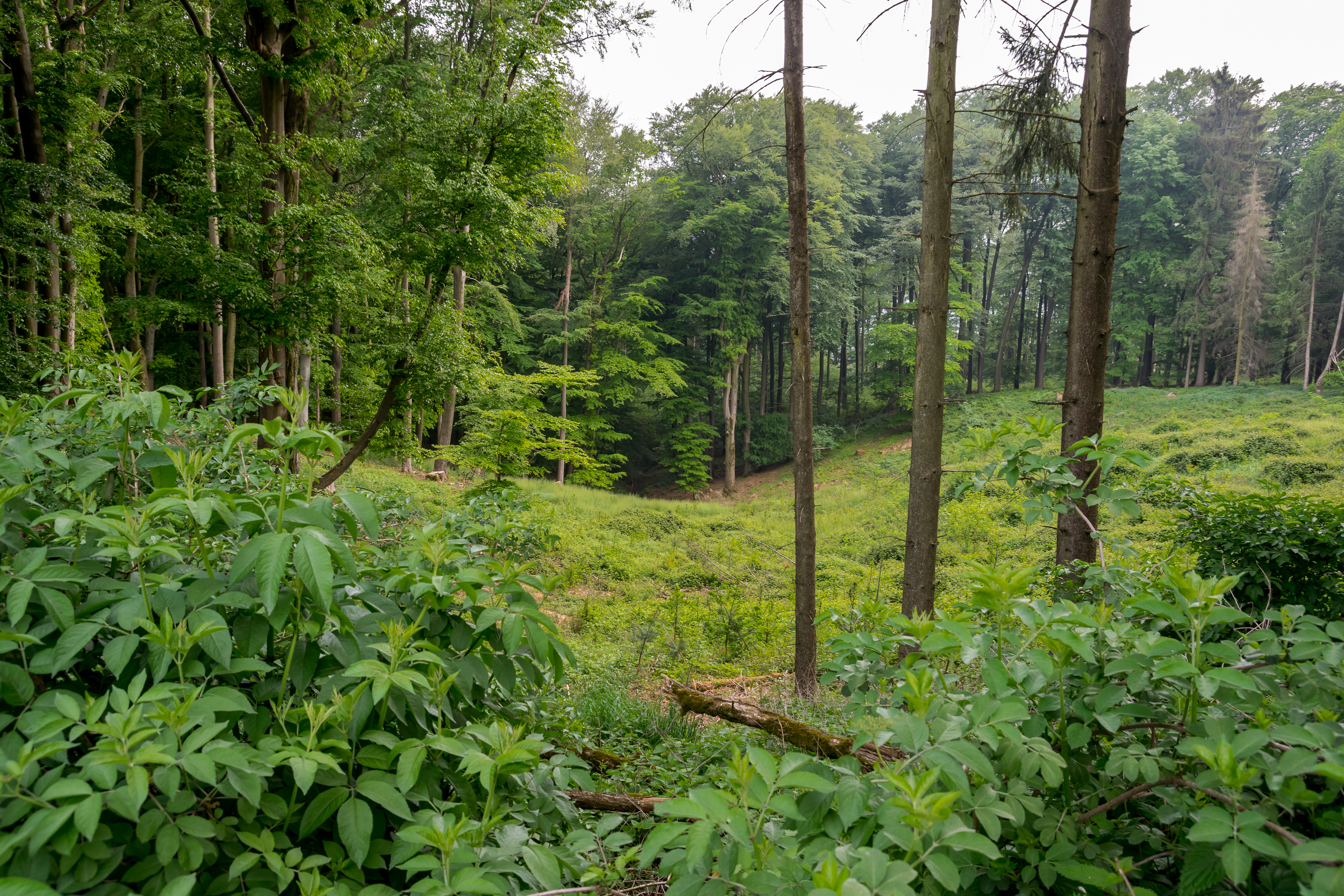
Landschaftsschutzgebiet Biotopkomplex am Rotenberg

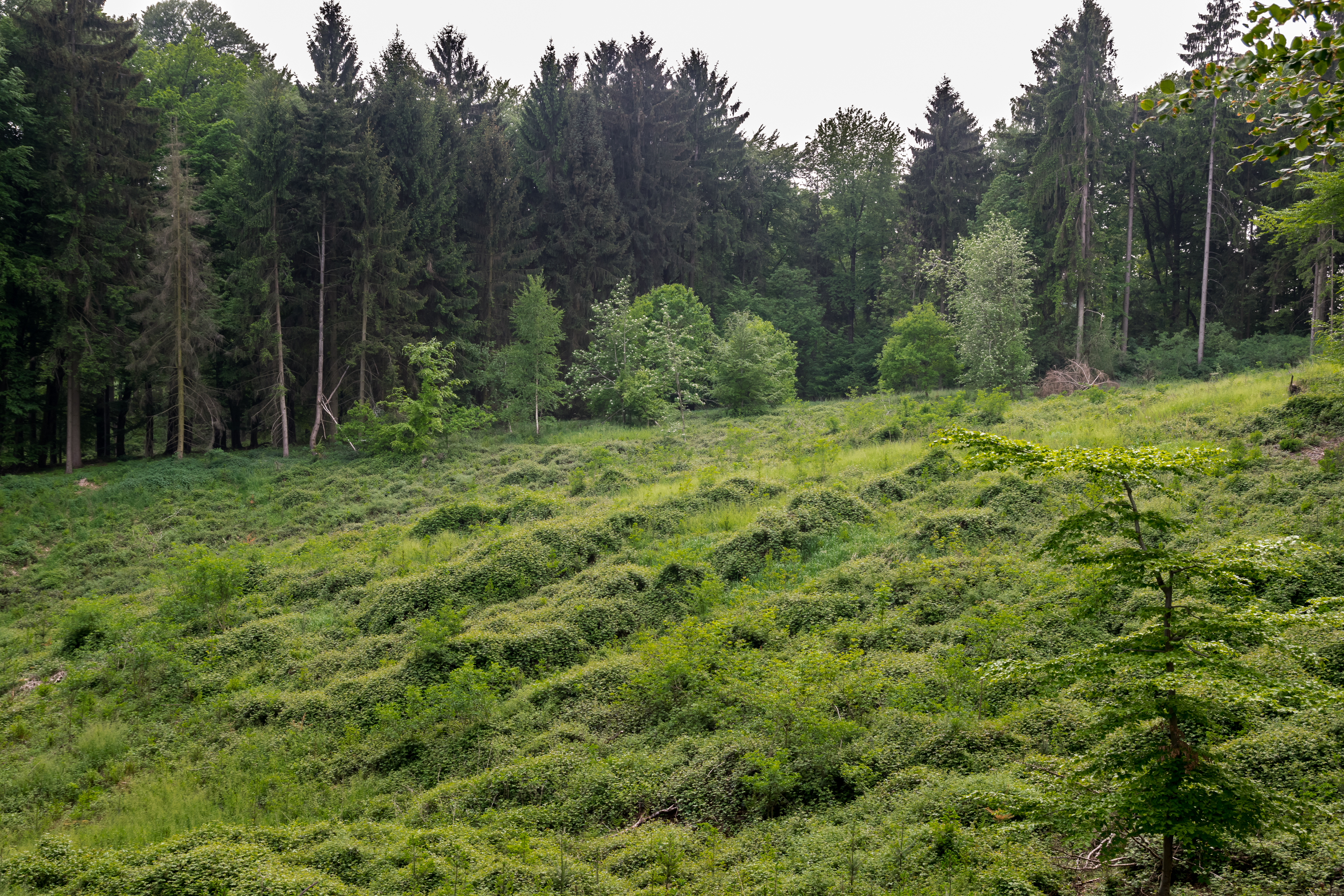
Weiterer Bereich im LSG

Das Landschaftsschutzgebiet Biotopkomplex am Rotenberg mit etwa 15 ha Flächengröße liegt im Stadtgebiet von Detmold nördlich von Jerxen-Orbke. Es wurde 2006 mit dem Landschaftsplan Detmold durch den Kreistag des Kreises Lippe als Landschaftsschutzgebiet (LSG) ausgewiesen. Das LSG geht im Norden bis zur Stadtgrenze von Lage. 

## Beschreibung
Das LSG umfasst einen Biotopkomplex am Rotenberg. Im LSG liegen am süd-exponierten Hangbereich des Rotenberges naturnahe alte Buchenbestände und eine Sickerquelle mit anschließenden Bachbereich. Dieser namenlose Bach verläuft in einer bis zu 10 m tief eingeschnittenen Geländerinne. Der Bach wird von einem Erlenwald mit typisch ausgeprägter Vegetation und großem Vorkommen der Wald-Simse begleitet. Am Bach befinden sich mehrere kleine Tümpel. Im Westen des Landschaftsschutzgebietes Biotopkomplex am Rotenberg liegt eine Magerrasen. Hier stockt eine von Nord nach Süd verlaufende Haselnusshecke. 
Zum Wert des Schutzgebietes führt der Landschaftsplan aus: „Das Gebiet hat besondere Bedeutung als gut ausgebildetes Komplexbiotop und durch das Vorkommen seltener Biotoptypen.“

## Schutzzwecke für das LSG
Laut Landschaftsplan erfolgte die Ausweisung des LSG
- „zur Erhaltung und Wiederherstellung der Leistungsfähigkeit des Naturhaushaltes in ökologisch besonders wertvoll strukturierten Bereichen mit Wasser-, Klima- und Biotopschutzfunktionen,“
- „zur Erhaltung und Wiederherstellung von Quellbereichen und naturnahen Fließgewässern, Wald- und Grünlandbereichen unterschiedlicher Feuchtestufen, Feldgehölzen, Hecken und Obstwiesen,“
- „zur Erhaltung morphologisch ausgeprägter Bereiche zur Sicherung der landschaftlichen Eigenart und Vielfalt für die Erholung,“
- „zur Erhaltung wertvoller Biotopkomplexe aus Wald-Grünlandbereichen, Fließgewässern und Quellen sowie Biotopen nach § 62 LG mit wichtigen Refugial-, Puffer-, Trittstein- und Vernetzungsfunktionen,“
- „zur Erhaltung und Wiederherstellung wichtiger Rückzugsräume für die bedrohte Tier- und Pflanzenwelt,“
- „zur Sicherung der das Orts- und Landschaftsbild gliedernden und belebenden und die dörflichen Siedlungsstrukturen prägenden Freiraumelemente.“[1]

## Rechtliche Vorschriften
Im Landschaftsschutzgebiet ist unter anderem das Errichten von Bauten und Fischteichen verboten. Grün- und Brachland darf nicht in eine andere Nutzungsart umgewandelt oder umgebrochen werden.